# 장단군

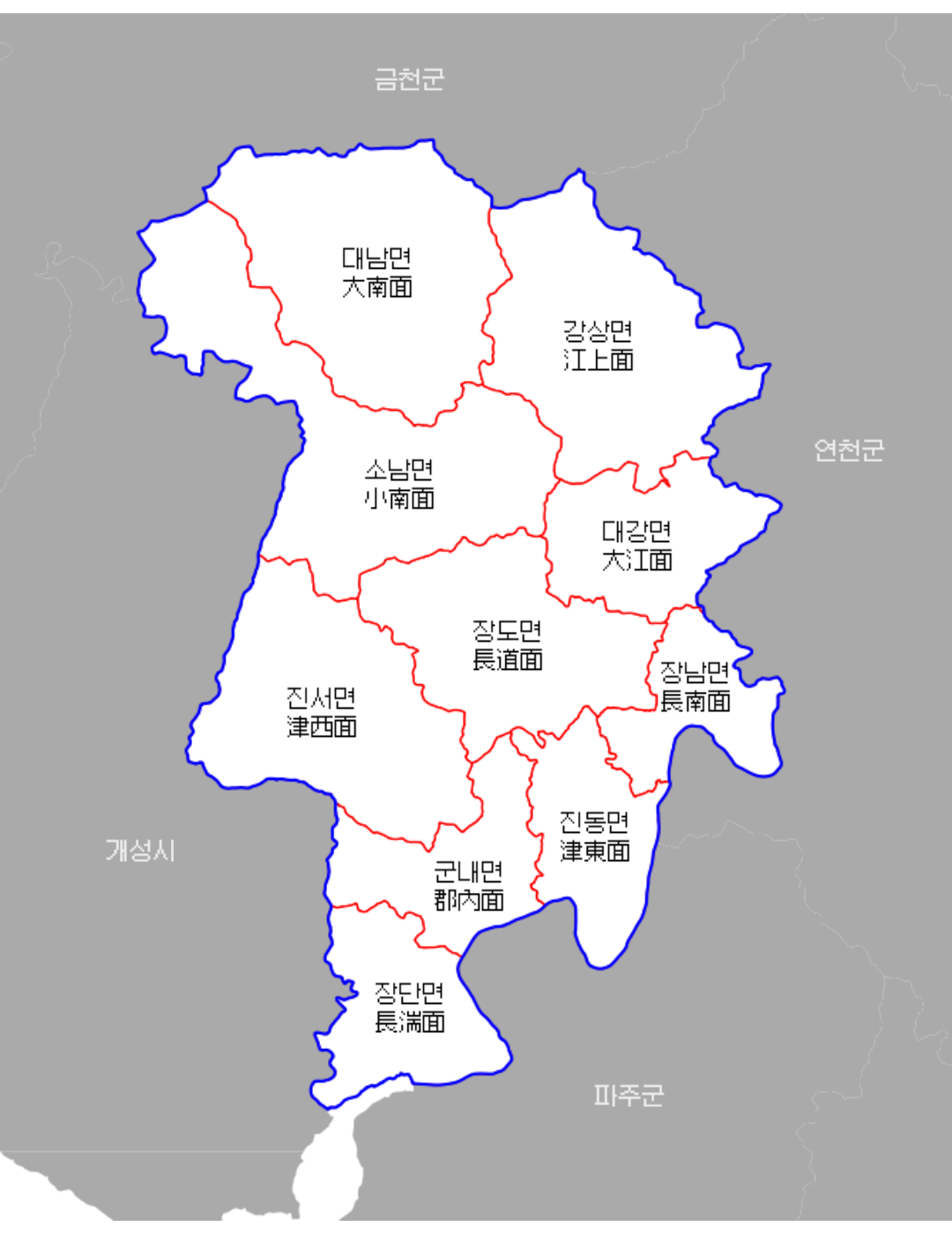
장단군 지도

장단군(長湍郡)은 경기도 북서부에 있었던 군이다. 6.25 전쟁 이후 군사분계선 이남의 전 지역이 민간인출입통제구역으로 설정되어 정상적인 기능을 하지 못하다가, 1972년 12월 28일에 폐지되었다. 군사분계선 이북에서도 1945년 11월 개풍군과 함께 장풍군이 설치되어 폐지되었다.
1945년 광복 당시 장단군은 면적 722 km2, 인구 6만7천여 명으로, 10면으로 이루어져 있었고, 군청은 장단면 도라산리(都羅山里)에 소재하였다. 대한민국 이북5도위원회에서는 장단군을 포함해 개성시, 개풍군 경기도 북부 3개 시·군에 대해 명예시장·군수 및 면·동장을 임명하고 있다.
현재 이 지역에는 파주시에 편입된 4개면(장단면·군내면·진동면·진서면)을 관할하는 파주시 장단면 행정복지센터(군내면 백연리 소재)와 연천군에 편입된 장남면을 관할하는 연천군 장남면사무소가 설치되어 있고, 장도면과 대강면 지역은 연천군 백학면에서 관할한다. 조선민주주의인민공화국 관할 지역은 개풍군 영북면 월고리 및 연천군 서남면 지역을 합쳐 장풍군이 설치되어 있다.

## 역사
- 삼한시대: 습천군(濕川郡), 야아(夜牙), 야야(耶耶)
- 삼국시대 고구려: 장천성현(長淺城縣)
- 757년(신라 경덕왕 16년): 장단현(長湍縣)
- 1001년(고려 목종 4): 단주(湍州)
- 1018년(고려 현종 9): 장단현
- 1414년(조선 태종 14년): 임단현(臨湍縣)
- 1419년(조선 세종 1년): 장단현
- 1456년(조선 세조 2년): 임진현(臨津縣)
- 1459년(조선 세조 5년): 장단군 승격
- 1469년(조선 예종 1년): 장단도호부 승격
- 1895년: 23부제 시행으로 개성부 장단군이 됨
- 1896년: 경기도 장단군
- 1906년: 개성부 대남면, 소남면을 편입. 장동면, 강동면을 마전군으로 이관.
- 1914년: 진현내면·진북면을 군내면으로, 하도면·상도면·중서면을 진남면으로, 송남면·송서면을 진서면으로, 강서면·강북면을 강상면으로, 강남면·대위면을 대강면으로, 서도면·동도면·장북면을 장도면으로, 장서면 일부·고남면·장현내면을 장남면으로, 진동면·장서면 일부를 진동면으로 각각 통합
- 1934년 4월 1일: 장단군청을 군내면에서 진남면(장단역전)으로 이전함.[4] 이에 대해 군청이 이전하면 장단군의 최종단에 위치하게 되어 군민의 불편이 가중될 것이라는 비판이 있었다.[5]
- 1938년 1월 1일: 진남면을 장단면으로 개칭.[6]
- 1945년 9월 2일: 미국과 소련이 38선을 경계로 한반도를 분할 점령함으로써 장단면·군내면·장남면·진동면·진서면은 미군정 관할 아래, 38선 이북인 강상면·대강면·대남면·소남면·장도면은 소련군정 관할 아래 들아갔다. (10면 → 5면)

### 미군정 및 대한민국
- 1945년 11월 4일: 장도면과 개풍군 영남면의 38선 이남지역이 진서면에 편입되었다.[7]
- 1953년 7월 27일: 한국 전쟁의 결과, 군(郡)의 거의 전지역이 민간인출입통제구역으로 설정되어 사실상 행정구역의 기능을 상실했다. 판문점이 위치하는 진서면 대부분이 군사분계선 이북 지역이 되고 대강면과 장도면은 극히 일부가 수복되었는데, 대강·장도면의 수복지구와 군사분계선 이남의 진서면은 모두 비무장지대 안에 위치하고 있다.[8]
- 1954년 11월 17일: 대강면, 장도면 등의 수복지구가 연천군에 편입되었다.[9]

| 법률 제350호 수복지구임시행정조치법              |                    |
| 구 행정구역                                      | 신 행정구역        |
| 장단군 강상면의 수복지구(면 전체가 미수복지구)   | 연천군 왕징면 일부 |
| 장단군 대강면, 장도면의 수복지구와 장남면 판부리 | 연천군 백학면 일부 |
- 1963년 1월 1일: 군내면이 파주군 임진면에, 장남면이 연천군 백학면에 각각 편입되었다.[10]
- 1965년 5월 1일: 연천군 백학면 원당리(장남면)에 원당출장소가 설치되었다.[11]
- 1972년 12월 28일: 진동면 및 장단면·진서면의 수복지구가 파주군에 편입되어 장단군이 폐지되고, 파주군 군내면이 면으로 복구되었다.[12]
- 1979년 5월 1일: 파주군 군내면에 군내출장소가 설치되었다.
- 1989년 4월 1일: 연천군 원당출장소가 장남면으로 승격하였다.[13]
- 2011년 5월 1일: 파주시 군내출장소가 장단출장소로 개칭되었다.[14]
- 2021년 7월 1일: 파주시 장단출장소가 폐지되고 장단면 행정복지센터가 대신 설치되었다.[15]

### 소련군정 및 조선민주주의인민공화국
- 1945년 9월: 38선 이북의 장단군(강상면·대강면·대남면·소남면·장도면)과 개풍군(영남면·영북면·북면)을 합쳐 황해도 장풍군 설치.
- 1952년 12월: 장단군 진서면과 개풍군 봉동면·상도면·중면·흥교면·임한면에 판문군 신설.
- 2002년 11월: 판문군 폐지.
- 2020년: 판문구역으로 개편.

## 교통
서울과 개성 · 평양 · 신의주를 잇는 길목으로 주요 도로(국도 제1호선)와 철도(경의선)가 지나며, 경의선에는 장단역이 있었다. 남북 간에 다시 경의선이 연결되면서 현재 장단군 지역에는 남측에 도라산역이 설치되었으나, 장단역은 비무장지대(DMZ) 내에 위치하고 있어 복구되지 못하고 있다.

## 같이 보기
- 장단군의 국회의원
- 장단경찰서